# Langebæk
Langebæk er en by på Sydsjælland med 245 indbyggere  (2024), beliggende 17 km syd for Præstø, 5 km vest for Kalvehave og 14 km øst for Vordingborg. Byen hører til Vordingborg Kommune og ligger i Region Sjælland. I 1970-2006 var byen kommunesæde for Langebæk Kommune.
Langebæk hører til Kalvehave Sogn. Kalvehave Kirke ligger 4 km øst for byen.

## Faciliteter
- Byen har børnehuset Elnas Minde.
- Plejecenter Skovbo har 10 ét-rums plejeboliger og rehabiliteringscenter med 20 midlertidige pladser. Et boligselskab har ældreboliger ved centret, og deres beboere kan deltage i aktiviteter og spisning på centret.[2]
- Byen har lægepraksis.

## Historie
Langebæk havde station på Kalvehavebanen (1897-1959), der gik mellem Vordingborg og Kalvehave. Stationen blev lagt 2 km nordvest for Langebæks lange landsbygade, og der opstod ikke nogen stationsby. Stationsbygningen, der var tegnet af arkitekt Heinrich Wenck, er bevaret på Langebæk Stationsvej 22.
I 1898 beskrives Langebæk således: "Langebæk med Præstegd., Skole og Forskole, Asyl (opr. 1895, Plads for indtil 40 Børn), Spare- og Laanekasse (opr. 20/10 1871;...Antal af Konti 229), Savværk, Købmandshandeler, Mølle, Bageri og Telefonstation samt Station paa Kallehave Banen".